# Serapis

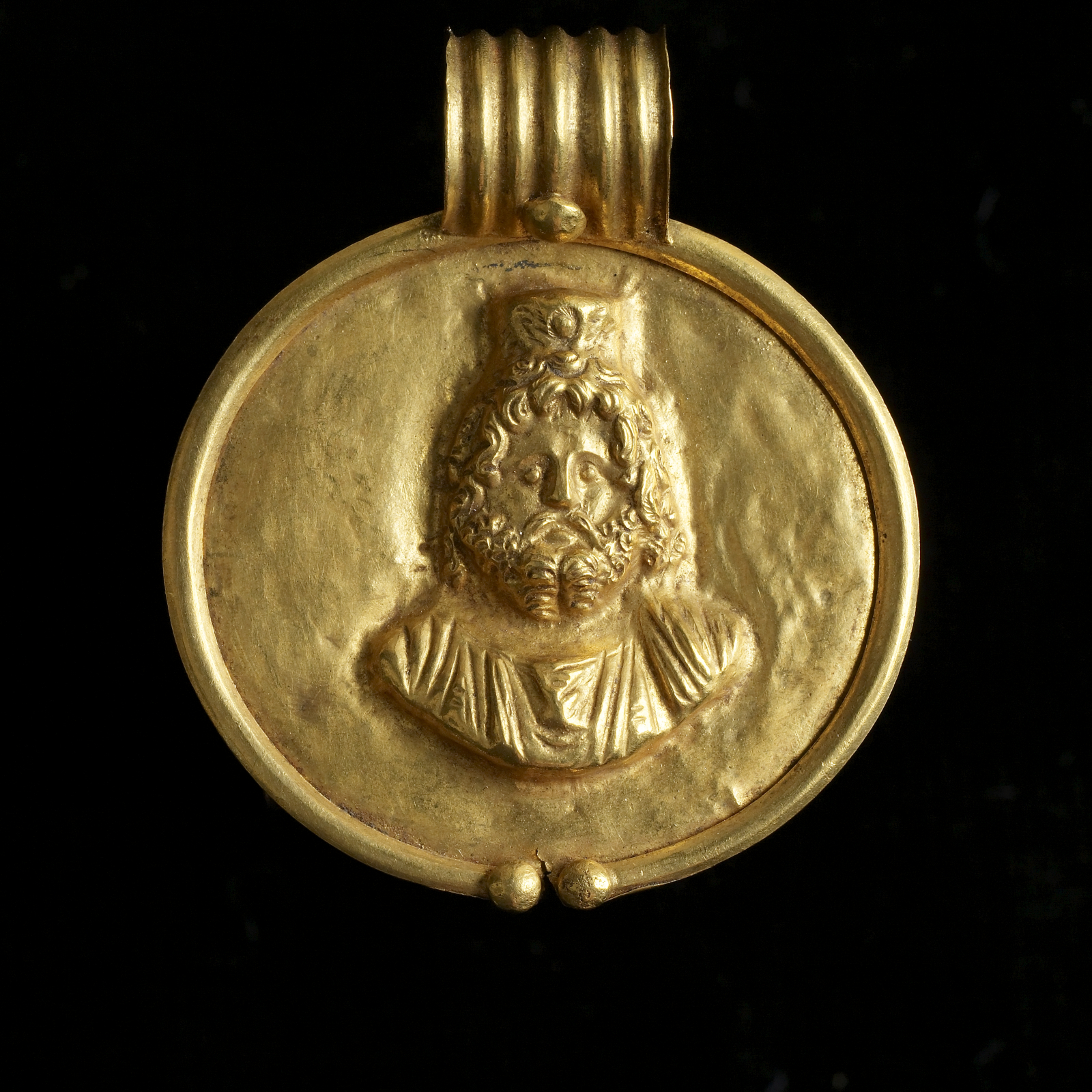
Pandantiv egiptean cu reprezentarea lui Serapis

Serapis sau Sarapis este un zeu egiptean al cărui cult a fost creat la Memfis și a înflorit în Alexandria în timpul dinastiei Ptolemeilor. Venerarea lui s-a răspândit ulterior în întregul spațiu cultural elen.
În mitologia egipteană Serapis este o figură artificială, elaborată prin sincretism (întrunirea ipostazelor mai multor zei în persoana unuia singur), îmbinând trăsături ale lui Osiris și ale lui Apis, adică o manifestare a lui Apis mort, deci Osiris-Apis.
Serapis este soțul lui Isis și tatăl lui Harpocrates.
În misterele răspândite în lumea elenă Serapis primește de la Zeus aspectul unei zeități solare, de la Hades legătura cu tărâmul morților, de la Dionis o apropriere de fertilitatea agrară, iar de la Asclepios puterea vindecătoare, care va și deveni principala sa proprietate.
Serapis este unica zeitate dintre toate religiile istorice cunoscute care a fost creată de o comisie oficială, patronată de însuși faraonul Ptolemaios I (de origine grecească) și alcătuită din preotul și istoricul egiptean Manethon (cel care a stabilit cronologia domnitoare a faraonilor, începând cu timpurile străvechi), filozoful elin Demetrios din Phalerom și Timotheus, hierofantul (conducător al ritualului de inițiere în Misterele din Eleusis). Apariția „artificială” a acestui zeu se datorează, în primul rând, unei necesități politice, de creare a unui concept religios de divinitate comună greco-egipteană.